# تام آباتمارکو
تام آباتمارکو (انگلیسی: Tom Abatemarco؛ زادهٔ ۳ اکتبر ۱۹۴۹) بازیکن و سرمربی (بسکتبال) اهل ایالات متحده آمریکا بود.